# Innocenti

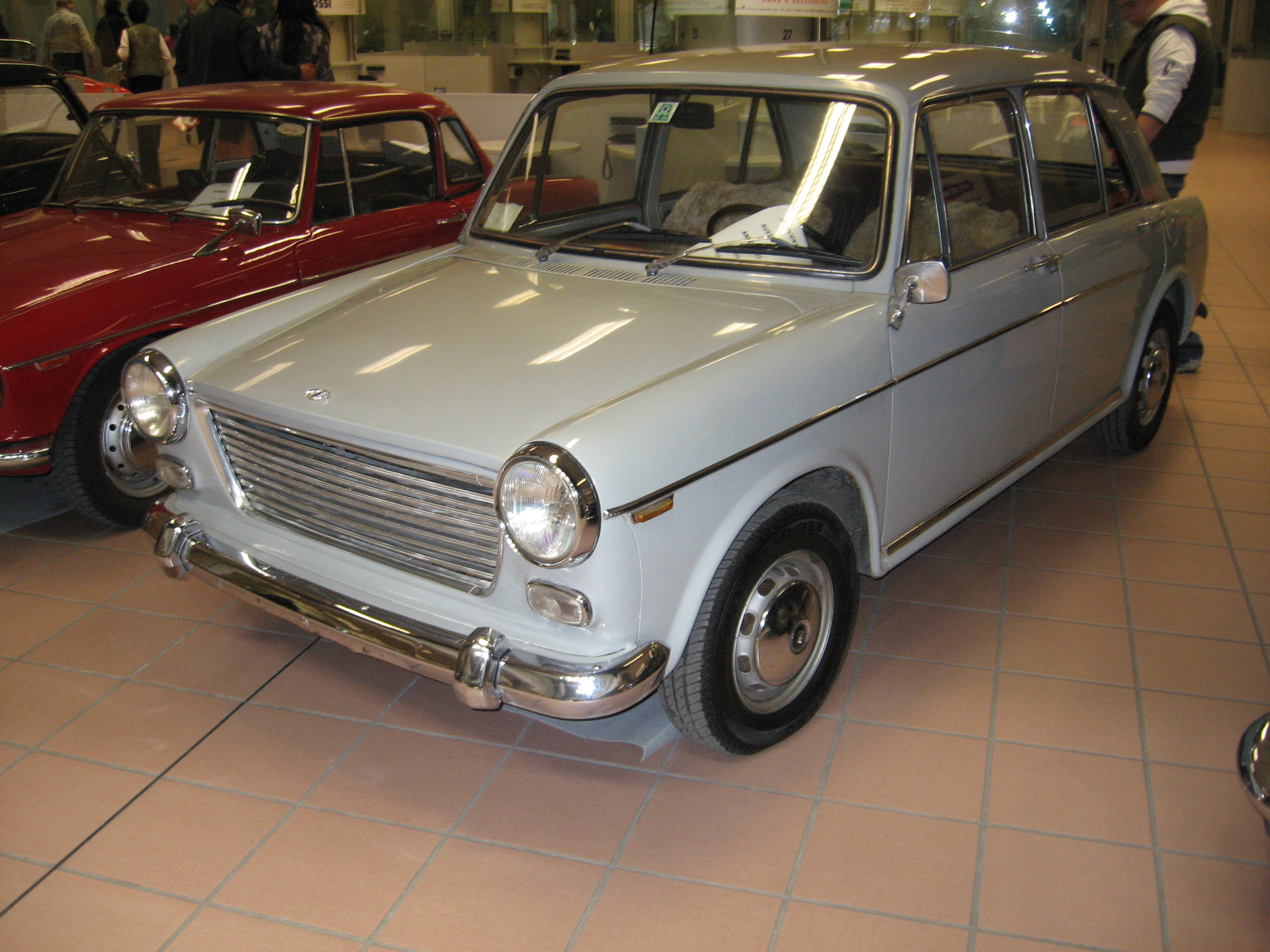
Innocenti J4

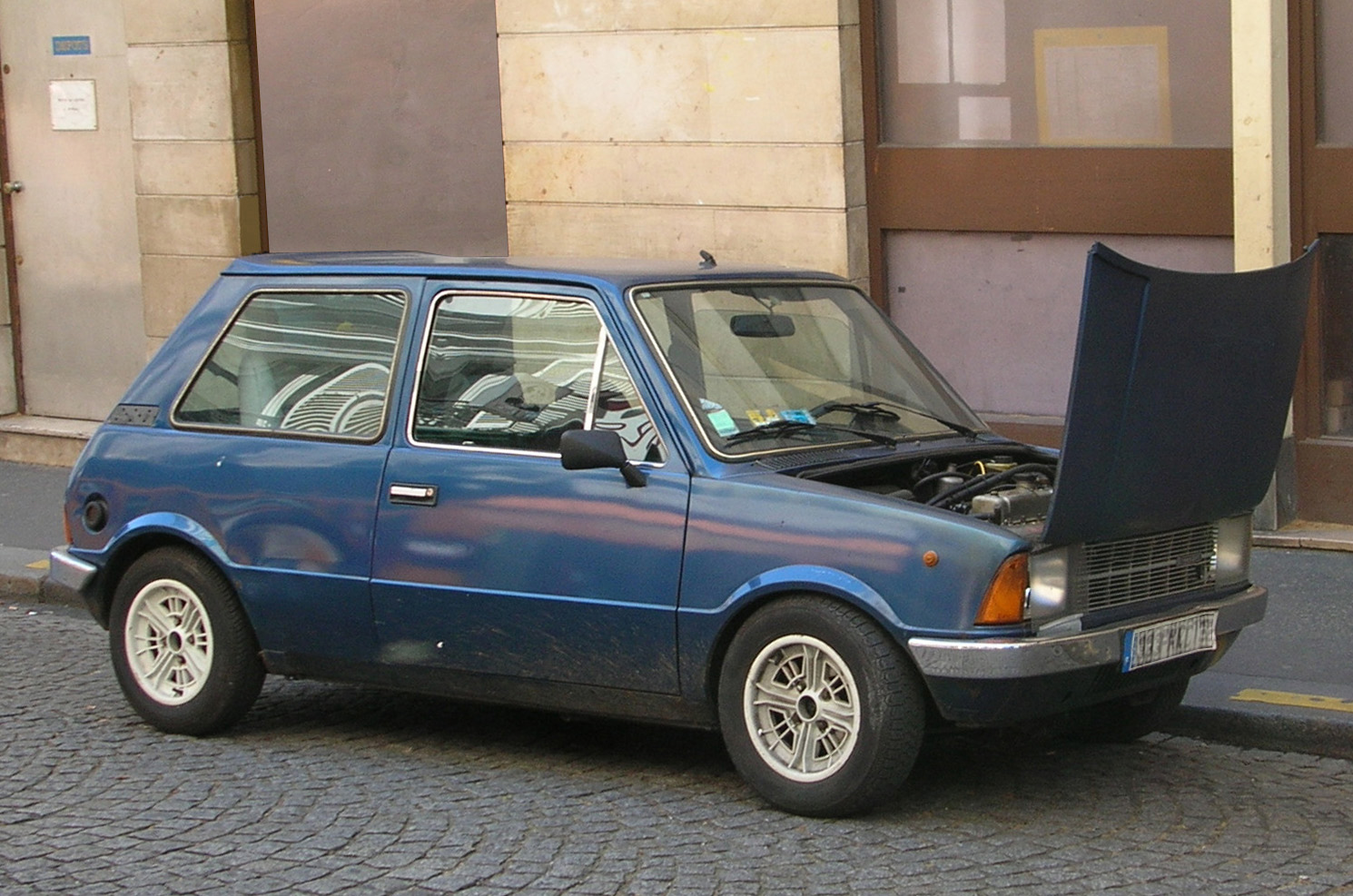
Innocenti 90/120

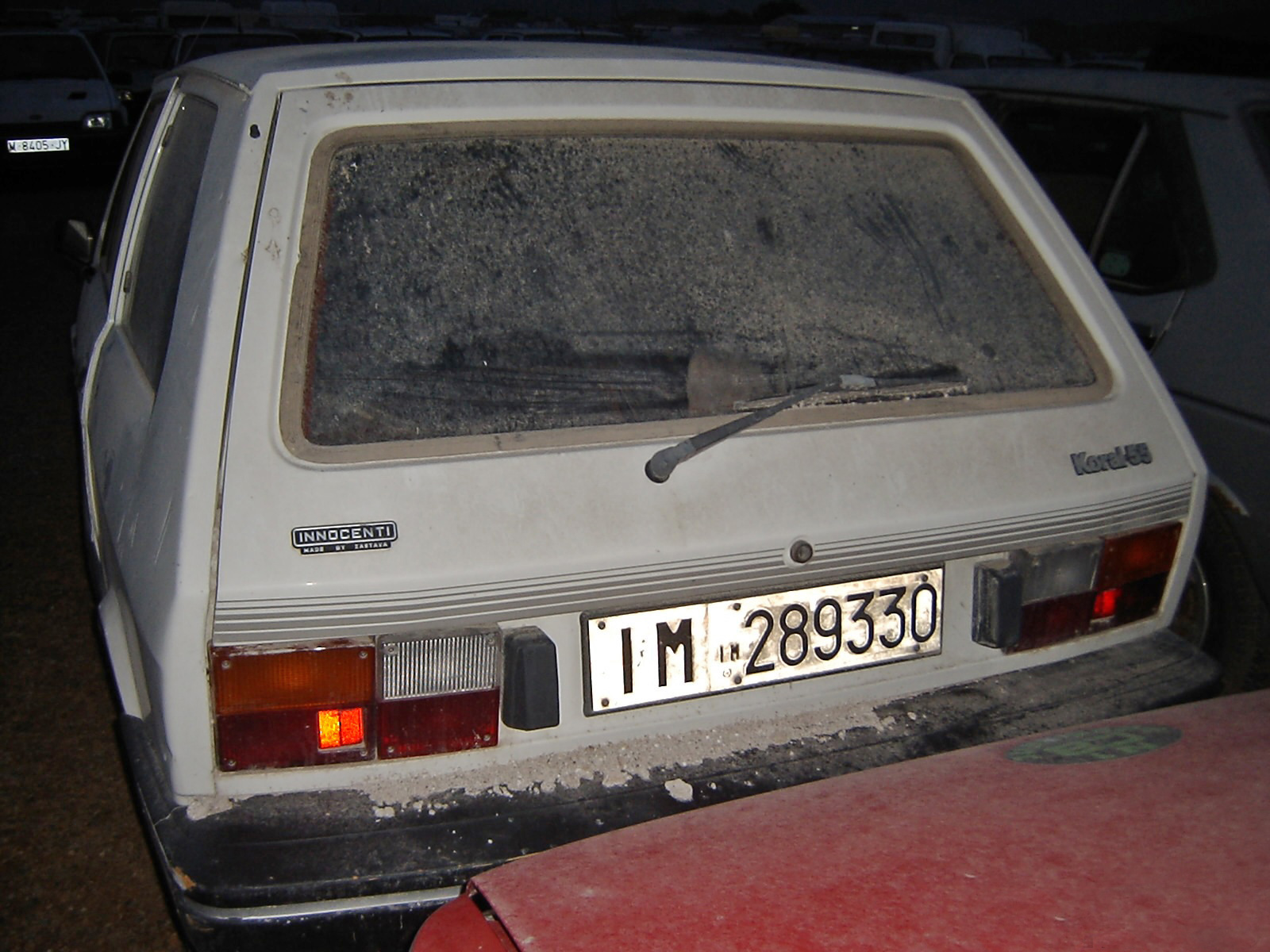
Innocenti Koral 55

Innocenti was een Italiaans bedrijf dat onder meer koelkasten, auto's en bromfietsen bouwde. Het is opgericht door Ferdinando Innocenti.

## Auto's
Innocenti begon in 1960 met het in licentie bouwen van de Britse Austin A40 Farina. De auto had een conventionele, maar betrouwbare techniek. Op basis van de A40 liet Innocenti een door Ghia ontworpen Spider ontwikkelen, waarvan er een kleine 7600 stuks verkocht zijn.
Het volgende in licentie gebouwde model was de Innocenti IM3, wederom een auto uit de BMC-stal die onder andere verkocht werd als Austin 1100. Ook ging Innocenti de Mini en de Austin Allegro in licentie bouwen, respectievelijk verkocht als Innocenti Mini en Innocenti Regent.
In 1966 overleed Ferdinando Innocenti en daarmee brak een moeilijke tijd aan voor het bedrijf. Het werd in 1972 onderdeel van British Leyland. In 1974 werd op de autotentoonstelling van Turijn een nieuwe kleine Innocenti voorgesteld: de op basis van de Mini gebouwde 90/120-serie met een vrij hoekige carrosserie, ook verkocht als Innocenti Mini.
In 1976 werd Innocenti van British Leyland overgenomen door de Italiaanse staatsholding GEPI en het bedrijf De Tomaso. Met de Italiaanse BL-vestiging werd een afnamecontract afgesloten, waardoor Innocenti zijn Mini's via het Italiaanse Leyland-net kon blijven verkopen. Ook met Leyland-vestigingen in vijf andere landen (waaronder West-Duitsland en Zwitserland) werden zulke overeenkomsten gesloten. In 1976 nog voegde De Tomaso zijn sportieve versie aan het Innocenti Mini-programma toe: de Innocenti Mini De Tomaso met spoilerbumpers en een luchthapper op de motorkap. Hoewel ook in Nederland steeds een bescheiden belangstelling bleef bestaan voor de Innocenti's, kwam het pas laat tot een leveringsovereenkomst tussen Innocenti en BL Nederland. Pas begin 1979 nam BL Nederland de import officieel in handen.
In 1982 eindigde de overeenkomst tussen De Tomaso en Leyland. Vanaf dat moment bouwde de Innocenti-fabriek Daihatsu-motoren in de auto's, zoals bijvoorbeeld in de vanaf dat moment Innocenti Mini 3 Turbo De Tomaso genaamde wagen een 993 cm³ grote driecilinder motor met bovenliggende nokkenas, die dankzij een turbolader 53 kW (72 pk) leverde. Innocenti's werden vanaf dat moment in sommige landen via het Daihatsu-dealernet verkocht. Deze versies werden vrij succesvol in Italië. Eind 1986 fuseerde Innocenti met Maserati en was het bedrijf verantwoordelijk voor de eindmontage van de Maserati Biturbo.
Vanaf eind jaren 80 verscheen de naam Innocenti op de Zastava Yugo's die in Italië werden verkocht als Innocenti Koral. Dit werd echter geen groot succes. Het uitbreken van de Balkanoorlog in 1991 veroorzaakte internationale boycotmaatregelen tegen Joegoslavië, zodat Zastava's export stilviel. Desondanks werden er in 1992 door Innocenti nog 500 Yugo cabrio's uit onderdelen geassembleerd en onder de naam Innocenti Koral Cabrio op de markt gebracht.
In 1990 werd het bedrijf opgenomen in de FIAT-groep en de productie van de 90/120-serie beëindigd. Na het einde van de Koral-verkoop werd van 1993 tot 1997 de merknaam Innocenti alleen nog gebruikt voor de verkoop van elders geproduceerde Fiat- en Piaggio-modellen. Zo werd de in Brazilië geproduceerde Fiat Duna in Italië als Innocenti Elba verkocht en werden de vier- en zespersoons versies van de Piaggio Porter in Italië aangeboden als Innocenti Porter. De merknaam Innocenti wordt sinds 1997 niet meer gebruikt.

## Scooters
Zie: Lambretta
Abarth · Alfa Romeo · Autobianchi · CNH · Ferrari · FIAT · Lancia · Innocenti · Iveco · Maserati